# امودگاتا
امودگاتا (به انگلیسی: Amodghata) یک منطقهٔ مسکونی در هند است که در بنگال غربی واقع شده‌است.

## خصوصیات
امودگاتا ۶٬۸۶۴ نفر جمعیت دارد.